# Mario Mojica
Mario Mojica – portorykański bokser, srebrny medalista igrzysk Ameryki Środkowej i Karaibów w San Juan z roku 1966.

## Kariera
W 1966 roku Mojica zajął drugie miejsce w kategorii średniej na igrzyskach Ameryki Środkowej i Karaibów, które rozgrywane były w San Juan. W finale rywalem Kolumbijczyka był Kubańczyk Juan Luis Martínez, który wygrał na punkty, zdobywając złoty medal.